# Bardaxima lucilinea
Bardaxima lucilinea är en fjärilsart som beskrevs av Walker 1858. Bardaxima lucilinea ingår i släktet Bardaxima och familjen tandspinnare. Inga underarter finns listade i Catalogue of Life.